# Alessandro Tedeschi
Alessandro Mosè Tedeschi (Livorno, 31 gennaio 1867 – Saint-Loubès, 19 agosto 1940) è stato un chirurgo italiano.
Massone, fu gran maestro del Grande Oriente d'Italia, prima "aggiunto" e poi "effettivo", dal 29 novembre 1931 sino alla sua morte, e sovrano gran commendatore del Supremo consiglio d'Italia in esilio del Rito scozzese antico ed accettato dal 1937 sino alla sua morte.

## Biografia
Nato da una famiglia di origine ebraica, era figlio di un commerciante alimentare e di una casalinga. Iscrittosi al Regio liceo Niccolini di Livorno, riesce a terminare gli studi in soli quattro anni. Nel 1889 si laurea in medicina a pieni voti, discutendo una tesi sul "Contributo clinico allo studio della nevrite".
Nel 1892 entra nel Grande Oriente d'Italia nella loggia livornese "Garibaldi e Avvenire". Nel frattempo si specializza in anatomia patologica presso l'Università di Siena, ed in seguito viene nominato direttore dell'Istituto di anatomia patologica presso l'Università di Cagliari.
Spinto da nuove aspirazioni professionali si trasferisce in Argentina nel 1899; il 12 febbraio 1900 a Buenos Aires viene affiliato alla loggia "Unione Italiana" n. 12, appartenente anch'essa al Grande Oriente d'Italia. Dedica il suo impegno alla ricerca, e si occupa di aprire nuove strutture ospedaliere.
Tedeschi mantiene forti legami con la massoneria italiana: nel 1925, proprio quando il fascismo imponeva lo scioglimento delle logge, fu tra i più attivi nel ruolo di coordinamento dell'attività in esilio del Grande Oriente. Nel 1930 abbandona la professione medica e, non potendo tornare in Italia a causa delle sue dichiarate posizioni antifasciste, si trasferisce in Francia a Chateau Reignac (nei pressi di Reignac-sur-Indre), collaborando attivamente con i massoni in esilio.
Il 29 novembre 1931 viene nominato gran maestro aggiunto (facente funzione di gran maestro effettivo)  del Grande Oriente d'Italia in esilio e, alla morte di Domizio Torrigiani (31 agosto 1932), subentra a quest'ultimo anche ufficialmente. Rimane in carica per circa otto anni, fino alla sua morte. Dal 1937 al 1940 fu pure Sovrano gran commendatore del Supremo consiglio d'Italia del Rito scozzese antico ed accettato.  Tedeschi, perseguitato e ricercato dalla Gestapo in quanto ebreo, antifascista e massone, si rifiuta di fuggire per salvarsi e si lascia trovare cadavere.